# レオナルド・クトリス
- レオナルド・コウトリス

レオナルド・パブロ・クトリス（ギリシア語: Λεονάρντο Πάμπλο Κούτρης、ポルトガル語: Leonardo Pablo Koutris、1995年7月23日 - ）は、ギリシャのサッカー選手。MKSポゴニ・シュチェチン所属。ギリシャ代表。ポジションはDF。

## クラブ歴

### エルゴテリス
ブラジル・サンパウロ州リベイラン・プレトに生まれたが、父の母国であるギリシャに渡った。2002年にロードス島のアマチュアクラブであるニキ・ロードスでサッカーを始めた。2011年にギリシャ・スーパーリーグ所属のエルゴテリスFCのスカウトに注目され、同クラブの下部組織に移籍。2013年1月28日にプロ契約を締結した。同年4月10日にフットボールリーグでプロ初出場。
12月1日の王者オリンピアコスFC戦でブルーノ・ハルキアダキスに代わって投入され、ギリシャ・スーパーリーグ初出場。2014年6月5日に契約を更新した。
2015年夏にクラブの降格が決まると、彼はパナシナイコスFCからの興味が報じられるようになった。だが彼は残留し、クラブが契約し続ける17人のリストのうちの1人であり続けた。しかし2016年1月にクラブはプロから撤退、全選手を放出した。

### PASヤニナ
無所属になってしまった彼は同月26日、ギリシャ・スーパーリーグのPASヤニナFCと3年契約を締結。7月21日のUEFAヨーロッパリーグ 2016-17 予選のオッド・グレンランド戦で後半アディショナルタイムに移籍後初得点、アウェーゴールを奪った。この彼の得点の御蔭で2戦合計で4-3とし、クラブ史上初の3次予選進出となった。
2017年4月28日にオリンピアコスFCに完全移籍、移籍金は推定60万ユーロ。

### オリンピアコス
2017年7月25日のUEFAチャンピオンズリーグ 2017-18 グループリーグ、パルチザン・ベオグラード戦で移籍後初出場。9月9日に移籍後リーグ初出場となった。その一方で既にアイントラハト・フランクフルトやSLベンフィカが彼に興味を持っていると報じられ、オリンピアコスも加入直後にも関わらず契約の更新に熱心であった。11月18日に移籍後初得点、この試合では最優秀選手にも選ばれた。
2018年11月15日、ウェストハム・ユナイテッドFCのスポーツディレクターであるマリオ・フシージョスはインターナショナルブレイクを、新たな左サイドバックの候補として考えている彼の視察に費やしたと報じられた。なお彼はこの日にA代表初出場を記録した。ウェストハム・ユナイテッドの監督、マヌエル・ペレグリーニもアルトゥール・マスアクとアーロン・クレスウェルでは満足しておらず、補強が必要な箇所として考えていると報じられた。
2019年1月9日にオリンピアコスはジェノアCFCからの移籍金500万ユーロのオファーを拒否した。

### RCDマヨルカ
2020年1月29日、RCDマヨルカへの2019-20シーズン終了までのローン移籍が発表された。

### フォルトゥナ・デュッセルドルフ
2020年10月2日、フォルトゥナ・デュッセルドルフへ2年間のローン移籍で加入した。

### ポゴニ・シュチェチン
2022年12月4日、MKSポゴニ・シュチェチンに3年半契約で移籍した。

## 代表歴
2018年11月9日、UEFAネーションズリーグ2018-19に挑むギリシャ代表メンバーに招集された。15日のフィンランド代表戦で代表初出場。

## 私生活
父がギリシャ人で母がブラジル人。

### ストレッチャー運搬事故
2015年10月17日のフットボールリーグ、アウェーで行われたエルゴテリス対AEL 1964戦で彼はペナルティエリアぎりぎりの所でチャレンジしに行き負傷した。立てなかったため、ストレッチャーで運ばれたのだが、早くピッチ外に運び出そうとしたストレッチャーを持っていた2人のうち片方が手を滑らせたため、ストレッチャーから危うく落ちかけ、再び持ち上げた時にまた手を滑らせたため、再び落ちかけるという事態に見舞われた。試合終了後にエルゴテリス側は質問状を提出した。
この事故の動画は世界中で拡散され、BBCやデイリー・テレグラフでも取り上げられた他、エレンの部屋でも話題にされた。